# Бруччи, Ольга
Ольга Бруччи (хорв. Olga Brucci, серб. Олга Бручи; 1923, Прелог — 6 июля 2008, Пореч) — югославская оперная певица. Жена композитора Рудольфа Бруччи.
Училась в Загребе и Вараждине, затем окончила Белградскую академию музыки (1951), ученица Николы Цвеича; в дальнейшем также совершенствовалась в Вене под руководством Марии Герхард. Дебютировала в 1948 году как солистка ансамбля Центрального дома Югославской народной армии, по окончании академии поступила в оперную труппу Сербского национального театра в Нови-Саде, где и прошла вся её карьера. Среди основных партий Бруччи — Джильда в «Риголетто», Виолетта в «Травиате», Леонора в «Трубадуре», Недда в «Паяцах», Эльвира в «Дон Жуане».